# Supercopa de Islandia
La Supercopa Islandesa de Fútbol es una competición futbolística islandesa que enfrenta a los campeones de la Liga y de la Copa de Islandia.

## Finales
| Temporada | Campeón                                       | Resultado                                     | Finalista                                     |
| --------- | --------------------------------------------- | --------------------------------------------- | --------------------------------------------- |
| 1969      | KR Reykjavík                                  | 4 - 2                                         | ÍBV Vestmannæyjar                             |
| 1970      | Keflavík ÍF                                   | 2 - 1                                         | ÍBA Akureyri                                  |
| 1971      | Fram Reykjavík                                | 5 - 0                                         | Keflavík ÍF                                   |
| 1972      | Keflavík ÍF                                   | 2 - 0                                         | ÍBV Vestmannæyjar                             |
| 1973      | Keflavík ÍF                                   | 2 - 1                                         | ÍBV Vestmannæyjar                             |
| 1974      | Fram Reykjavík                                | 0 - 0                                         | Valur Reykjavík                               |
| 1975      | Keflavík ÍF                                   | 3 - 1                                         | ÍA Akraness                                   |
| 1976      | Keflavík ÍF                                   | 2 - 0                                         | ÍA Akraness                                   |
| 1977      | Valur Reykjavík                               | 2 - 1                                         | Fram Reykjavík                                |
| 1978      | ÍA Akraness                                   | 1 - 1                                         | Valur Reykjavík                               |
| 1979      | Valur Reykjavík                               | 3 - 0                                         | Keflavík ÍF                                   |
| 1980      | ÍBV Vestmannæyjar                             | 0 - 0 (4-3 pen.)                              | Fram Reykjavík                                |
| 1981      | Fram Reykjavík                                | 1 - 0                                         | Valur Reykjavík                               |
| 1982      | Víkingur Reykjavík                            | 2 - 0                                         | ÍBV Vestmannæyjar                             |
| 1983      | Víkingur Reykjavík                            | 2 - 0                                         | ÍA Akraness                                   |
| 1984      | ÍBV Vestmannæyjar                             | 2 - 1                                         | ÍA Akraness                                   |
| 1985      | Fram Reykjavík                                | 3 - 2                                         | ÍA Akraness                                   |
| 1986      | Fram Reykjavík                                | 2 - 1                                         | Valur Reykjavík                               |
| 1987      | ÍA Akraness                                   | 2 - 0                                         | Fram Reykjavík                                |
| 1988      | Valur Reykjavík                               | 4 - 3                                         | Fram Reykjavík                                |
| 1989      | Fram Reykjavík                                | 3 - 1                                         | Valur Reykjavík                               |
| 1990      | KA Akureyri                                   | 1 - 0                                         | Fram Reykjavík                                |
| 1991      | Valur Reykjavík                               | 2 - 1                                         | Fram Reykjavík                                |
| 1992      | Valur Reykjavík                               | 3 - 1                                         | Víkingur Reykjavík                            |
| 1993      | Valur Reykjavík                               | 2 - 1                                         | ÍA Akraness                                   |
| 1994      | ÍA Akraness                                   | 4 - 2                                         | Keflavík ÍF                                   |
| 1995      | ÍA Akraness                                   | 5 - 0                                         | KR Reykjavík                                  |
| 1996      | KR Reykjavík                                  | 3 - 1                                         | ÍA Akraness                                   |
| 1997      | ÍBV Vestmannæyjar                             | 5 - 3                                         | ÍA Akraness                                   |
| 1998      | Keflavík ÍF                                   | 3 - 1                                         | ÍBV Vestmannæyjar                             |
| 1999      | ÍBV Vestmannæyjar                             | 2 - 1                                         | Leiftur Ólafsfjörður                          |
| 2000-2002 | No disputada                                  | No disputada                                  | No disputada                                  |
| 2003      | KR Reykjavík                                  | 2 - 1                                         | Fylkir Reykjavík                              |
| 2004      | ÍA Akraness                                   | 3 - 0                                         | KR Reykjavík                                  |
| 2005      | FH Hafnarfjörður                              | 2 - 0                                         | Keflavík ÍF                                   |
| 2006      | Valur Reykjavík                               | 1 - 0                                         | FH Hafnarfjörður                              |
| 2007      | FH Hafnarfjörður                              | 1 - 0                                         | Keflavík ÍF                                   |
| 2008      | Valur Reykjavík                               | 2 - 1                                         | FH Hafnarfjörður                              |
| 2009      | FH Hafnarfjörður                              | 3 - 1                                         | KR Reykjavík                                  |
| 2010      | FH Hafnarfjörður                              | 1 - 0                                         | Breiðablik UBK                                |
| 2011      | FH Hafnarfjörður                              | 3 - 0                                         | Breiðablik UBK                                |
| 2012      | KR Reykjavík                                  | 2 - 0                                         | FH Hafnarfjörður                              |
| 2013      | FH Hafnarfjörður                              | 3 - 1                                         | KR Reykjavík                                  |
| 2014      | KR Reykjavík                                  | 2 - 0                                         | Fram Reykjavík                                |
| 2015      | Stjarnan Garðabær                             | 1 - 0                                         | KR Reykjavík                                  |
| 2016      | Valur Reykjavík                               | 3 - 3 (4-1 pen.)                              | FH Hafnarfjörður                              |
| 2017      | Valur Reykjavík                               | 1 - 0                                         | FH Hafnarfjörður                              |
| 2018      | Valur Reykjavík                               | 2 - 1                                         | ÍBV Vestmannæyjar                             |
| 2019      | Stjarnan Garðabær                             | 0 - 0 (6-5 pen.)                              | Valur Reykjavík                               |
| 2020      | KR Reykjavík                                  | 1 - 0                                         | Víkingur Reykjavík                            |
| 2021      | No disputada debido a la Pandemia de COVID-19 | No disputada debido a la Pandemia de COVID-19 | No disputada debido a la Pandemia de COVID-19 |
| 2022      | Víkingur Reykjavík                            | 1 - 0                                         | Breiðablik UBK                                |
| 2023      | Breiðablik UBK                                | 3 - 2                                         | Víkingur Reykjavík                            |
| 2024      | Víkingur Reykjavík                            | 1 - 1 (4-2 pen.)                              | Valur Reykjavík                               |
| 2025      | Breiðablik UBK                                | 3 - 1                                         | KA Akureyri                                   |

## Títulos por club
| Club                 | Campeón | Subcampeón | Años campeón                                                     |
| -------------------- | ------- | ---------- | ---------------------------------------------------------------- |
| Valur Reykjavík      | 11      | 6          | 1977, 1979, 1988, 1991, 1992, 1993, 2006, 2008, 2016, 2017, 2018 |
| Fram Reykjavík       | 6       | 7          | 1971, 1974, 1981, 1985, 1986, 1989                               |
| Keflavík ÍF          | 6       | 5          | 1970, 1972, 1973, 1975, 1976, 1998                               |
| FH Hafnarfjörður     | 6       | 5          | 2005, 2007, 2009, 2010, 2011, 2013                               |
| KR Reykjavík         | 6       | 5          | 1969, 1996, 2003, 2012, 2014, 2020                               |
| ÍA Akraness          | 5       | 8          | 1978, 1987, 1994, 1995, 2004                                     |
| ÍBV Vestmannæyjar    | 4       | 6          | 1980, 1984, 1997, 1999                                           |
| Víkingur Reykjavík   | 4       | 3          | 1982, 1983, 2022, 2024                                           |
| Breiðablik UBK       | 2       | 3          | 2023, 2025                                                       |
| Stjarnan Garðabær    | 2       | -          | 2015, 2019                                                       |
| KA Akureyri          | 1       | 1          | 1990                                                             |
| ÍBA Akureyri         | -       | 1          |                                                                  |
| Leiftur Ólafsfjörður | -       | 1          |                                                                  |
| Fylkir Reykjavík     | -       | 1          |                                                                  |